# Andrés Bello (Miranda)
Andrés Bello é um município da Venezuela localizado no estado de Miranda.
A capital do município é a cidade de San José de Barlovento.